# フォートウェイン・ケキオンガス
フォートウェイン・ケキオンガス（Fort Wayne Kekiongas）は、1871年にアメリカ合衆国インディアナ州フォートウェインを本拠地としていた野球チーム。

## 球団史
1862年にフォートウェインの若者が集まって『サミット・シティ・クラブ』という野球クラブを創設したのが始まり。地元の資産家だったアレン・ハミルトンが土地を寄付し、ハミルトン・フィールドという野球場が作られそこを本拠地とした。1866年に『ケキオンガ・ベースボール・クラブ』として本格的なクラブ組織となり、1869年には当時最強と言われたシンシナティ・レッドストッキングスとも2試合を行った記録がある。その後チームはインディアナ州の大会で優勝し、1870年には新しい球場「ケキオンガ・ボール・グラウンズ」が建設されそこに本拠地を移した。
1871年にナショナル・アソシエーションが創設された際、解散したボルチモアのメリーランド・クラブから主力選手を招集してリーグに参加した。チームはコイントスの抽選によって、記念すべきリーグの開幕試合の栄誉を手にする。1871年5月4日、チームはクリーブランド・フォレストシティーズとの試合を2-0で勝利、アメリカのプロ野球リーグにおける最初の勝利チームとなった。
その後は集客が上手くいかず運営が不安定になり、選手達にも高い給料を支払えなかった。そのうちボルチモアから招集した選手達がホームシックにかかって故郷へ帰ってしまうなどしてしまい、結局同年8月までに19試合を消化したところでリーグを離脱し解散した（ブルックリン・エックフォーズに吸収合併されたとする資料もある）。

## 戦績
| 年度   | リーグ | 試合 | 勝利 | 敗戦 | 引分 | 勝率 | 順位 | 監督                          | 本拠地                |
| ------ | ------ | ---- | ---- | ---- | ---- | ---- | ---- | ----------------------------- | --------------------- |
| 1871年 | NA     | 19   | 7    | 12   | 0    | .368 | 7位  | ビル・レノン ハリー・ディーン | Kekionga Ball Grounds |

## 所属した主な選手
- ボビー・マシューズ：アメリカプロ野球リーグ史上、最初の勝利投手。後年防御率1位を1度、最多奪三振を3度獲得。
- ジム・フォーラン：一塁手。打率.348を記録。

## 主な球団記録
- 通算安打数：31（ジム・フォーラン）
- 通算打点数：18（ジム・フォーラン）
- 通算勝利数：6（ボビー・マシューズ）